# Tour de Francia 1978
El 65.º Tour de Francia de 1978 se celebró entre el 29 de junio y el 23 de julio de 1978. Se corrieron 22 etapas con un total de 3908 km, a una velocidad media del vencedor de 36,084 km/h. Disputaron el Tour 11 formaciones de diez corredores cada equipo y el conjunto Miko-Mercier-Hutchinson fue el único en llegar con todos sus corredores a París.
Fue el primer Tour para Bernard Hinault, siendo además su primera participación
Cabe destacar la huelga convocada por los ciclistas en la 12.ª etapa (Tarbes-Valença d'Agen) protestando contra los horarios de salidas de las etapas. Los ciclistas decidieron bajarse de la bicicleta a 100 metros de la meta después de pedalear durante toda la etapa a un ritmo reducido. Dicha etapa fue finalmente anulada.
Michel Pollentier se vistió de líder en Alpe d'Huez, sin embargo enseguida fue expulsado de la carrera debido a que dio positivo en un control antidopaje.

## Equipos participantes
| Dorsales | Código | Equipo                  |
| -------- | ------ | ----------------------- |
| 1-10     | PEU    | Peugeot-Esso-Michelin   |
| 11-20    | RAL    | TI-Raleigh-McGregor     |
| 21-30    | C&A    | C & A                   |
| 31-40    | KAS    | KAS-Campagnolo          |
| 41-50    | MIK    | Miko-Mercier-Hutchinson |
| 51-60    | REN    | Renault-Gitane          |
| 61-70    | TEK    | Teka                    |
| 71-80    | LEJ    | Lejeune-BP              |
| 81-90    | FIA    | Fiat                    |
| 91-100   | VEL    | Velda-Flandria-Lano     |
| 101-110  | JOB    | Jobo-Superia            |

## Etapas
| Etapa    | Fecha       | Recorrido                                  | Distancia (km) | Ganador            | Líder              |
| -------- | ----------- | ------------------------------------------ | -------------- | ------------------ | ------------------ |
| Prólogo  | 29 de junio | Leiden- Leiden                             | 5,2 (CRI)      | Jan Raas           | Jan Raas           |
| 1.ª (a)  | 30 de junio | Leiden- Sint Willebrord                    | 135            | Jan Raas           | Jan Raas           |
| 1.ª (b)  | 30 de junio | Sint Willebrord- Bruselas                  | 100            | Walter Planckaert  | Jan Raas           |
| 2.ª      | 1 de julio  | Bruselas-Saint-Amand-les-Eaux              | 299            | Jacques Esclassan  | Jan Raas           |
| 3.ª      | 2 de julio  | Saint-Amand-les-Eaux-Saint-Germain-en-Laye | 243,5          | Klaus-Peter Thaler | Jacques Bossis     |
| 4.ª      | 3 de julio  | Évreux-Caen                                | 153 (CRE)      | Ti-Raleigh         | Klaus-Peter Thaler |
| 5.ª      | 4 de julio  | Caen-Mazé-Montgeoffroy                     | 244            | Freddy Maertens    | Klaus-Peter Thaler |
| 6.ª      | 5 de julio  | Mazé-Montgeoffroy-Poitiers                 | 162            | Sean Kelly         | Gerrie Knetemann   |
| 7.ª      | 6 de julio  | Poitiers-Burdeos                           | 242            | Freddy Maertens    | Gerrie Knetemann   |
| 8.ª      | 7 de julio  | Saint-Émilion-Sainte-Foy-la-Grande         | 59,3 (CRI)     | Bernard Hinault    | Joseph Bruyère     |
| 9.ª      | 8 de julio  | Burdeos-Biarritz                           | 233            | Miguel María Lasa  | Joseph Bruyère     |
| 10.ª     | 10 de julio | Biarritz-Pau                               | 191,5          | Henk Lubberding    | Joseph Bruyère     |
| 11.ª     | 11 de julio | Pau-Saint-Lary-Soulan                      | 161            | Mariano Martínez   | Joseph Bruyère     |
| 12.ª (a) | 12 de julio | Tarbes-Valença d'Agen                      | 158            | Etapa anulada      | Joseph Bruyère     |
| 12.ª (b) | 12 de julio | Valença d'Agen-Toulouse                    | 96             | Jacques Esclassan  | Joseph Bruyère     |
| 13.ª     | 13 de julio | Figeac-Super Besse                         | 221,5          | Paul Wellens       | Joseph Bruyère     |
| 14.ª     | 14 de julio | Besse-en-Chandesse-Puy de Dôme             | 52,5 (CRI)     | Joop Zoetemelk     | Joseph Bruyère     |
| 15.ª     | 15 de julio | Saint-Dier-d'Auvergne-Saint-Étienne        | 196            | Bernard Hinault    | Joseph Bruyère     |
| 16.ª     | 16 de julio | Saint-Étienne-Alpe d'Huez                  | 240,5          | Hennie Kuiper      | Joop Zoetemelk     |
| 17.ª     | 18 de julio | Grenoble-Morzine                           | 225            | Christian Seznec   | Joop Zoetemelk     |
| 18.ª     | 19 de julio | Morzine- Lausana                           | 137,5          | Gerrie Knetemann   | Joop Zoetemelk     |
| 19.ª     | 20 de julio | Lausana-Belfort                            | 181,5          | Marc Demeyer       | Joop Zoetemelk     |
| 20.ª     | 21 de julio | Metz-Nancy                                 | 72 (CRI)       | Bernard Hinault    | Bernard Hinault    |
| 21.ª     | 22 de julio | Épernay-Senlis                             | 207,5          | Jan Raas           | Bernard Hinault    |
| 22.ª     | 23 de julio | Saint-Germain-en-Laye-París                | 161,5          | Gerrie Knetemann   | Bernard Hinault    |

## Clasificaciones finales

### Clasificación general
| Clasificación general |                   |                           |                   |
| Ciclista              | Ciclista          | Equipo                    | Tiempo            |
| --------------------- | ----------------- | ------------------------- | ----------------- |
| 1.º                   | Bernard Hinault   | Renault-Gitane-Campagnolo | 107 h 18 min 00 s |
| 2.º                   | Joop Zoetemelk    | Miko-Mercier-Vivagel      | + 3 min 56 s      |
| 3.º                   | Joaquim Agostinho | Flandria-Velda-Lano       | + 6 min 54 s      |
| 4.º                   | Joseph Bruyère    | C&A                       | + 9 min 04 s      |
| 5.º                   | Christian Seznec  | Miko-Mercier-Vivagel      | + 12 min 50 s     |
| 6.º                   | Paul Wellens      | TI-Raleigh-McGregor       | + 14 min 38 s     |
| 7.º                   | Francisco Galdós  | Kas-Campagnolo            | + 17 min 08 s     |
| 8.º                   | Henk Lubberding   | TI-Raleigh-McGregor       | + 17 min 26 s     |
| 9.º                   | Lucien Van Impe   | C&A                       | + 21 min 01 s     |
| 10.º                  | Mariano Martínez  | Jobo-Spidel-La Roue d'Or  | + 22 min 58 s     |

### Clasificación por puntos
| Clasificación por puntos |                    |                           |        |
| Ciclista                 | Ciclista           | Equipo                    | Puntos |
| ------------------------ | ------------------ | ------------------------- | ------ |
| 1.º                      | Freddy Maertens    | Flandria-Velda-Lano       | 242    |
| 2.º                      | Jacques Esclassan  | Peugeot-Esso-Michelin     | 185    |
| 3.º                      | Bernard Hinault    | Renault-Gitane-Campagnolo | 123    |
| 4.º                      | Jan Raas           | TI-Raleigh-McGregor       | 109    |
| 5.º                      | Joseph Bruyère     | C&A                       | 100    |
| 6.º                      | Klaus-Peter Thaler | TI-Raleigh-McGregor       | 91     |
| 7.º                      | Yvon Bertin        | Renault-Gitane-Campagnolo | 79     |
| 8.º                      | Jacques Bossis     | Renault-Gitane-Campagnolo | 74     |
| 9.º                      | Joop Zoetemelk     | Miko-Mercier-Vivagel      | 71     |
| 10.º                     | Joaquim Agostinho  | Teka                      | 70     |

### Clasificación de la montaña
| Clasificación xxxx |                   |                           |        |
| Ciclista           | Ciclista          | Equipo                    | Puntos |
| ------------------ | ----------------- | ------------------------- | ------ |
| 1.º                | Mariano Martínez  | Jobo-Spidel-La Roue d'Or  | 187    |
| 2.º                | Bernard Hinault   | Renault-Gitane-Campagnolo | 176    |
| 3.º                | Joop Zoetemelk    | Miko-Mercier-Vivagel      | 155    |
| 4.º                | Christian Seznec  | Miko-Mercier-Vivagel      | 90     |
| 5.º                | Joaquim Agostinho | Flandria-Velda-Lano       | 73     |
| 6.º                | Sven-Åke Nilsson  | Miko-Mercier-Vivagel      | 70     |
| 7.º                | Paul Wellens      | TI-Raleigh-McGregor       | 68     |
| 8.º                | René Bittinger    | Flandria-Velda-Lano       | 63     |
| 9.º                | Gilbert Le Lay    | Fiat                      | 54     |
| 10.º               | Lucien Van Impe   | C&A                       | 53     |

### Clasificación de los jóvenes
| Clasificación de los jóvenes |                           |                           |                   |
| Ciclista                     | Ciclista                  | Equipo                    | Tiempo            |
| ---------------------------- | ------------------------- | ------------------------- | ----------------- |
| 1.º                          | Henk Lubberding           | TI-Raleigh-McGregor       | 107 h 25 min 26 s |
| 2.º                          | Sven-Åke Nilsson          | Miko-Mercier-Vivagel      | + 5 min 34 s      |
| 3.º                          | René Bittinger            | Flandria-Velda-Lano       | + 36 min 21 s     |
| 4.º                          | Pierre Bazzo              | Lejeune-BP                | + 38 min 09 s     |
| 5.º                          | Gilbert Le Lay            | Fiat                      | + 40 min 14 s     |
| 6.º                          | René Martens              | C&A                       | + 45 min 03 s     |
| 7.º                          | Pierre-Raymond Villemiane | Renault-Gitane-Campagnolo | + 50 min 24 s     |
| 8.º                          | Juan Pujol                | Kas-Campagnolo            | + 50 min 54 s     |
| 9.º                          | Sean Kelly                | Flandria-Velda-Lano       | + 52 min 52 s     |
| 10.º                         | Gilbert Chaumaz           | Renault-Gitane-Campagnolo | + 58 min 24 s     |

### Clasificación de los sprints
| Clasificación xxxx |                           |                           |        |
| Ciclista           | Ciclista                  | Equipo                    | Puntos |
| ------------------ | ------------------------- | ------------------------- | ------ |
| 1.º                | Jacques Bossis            | Renault-Gitane-Campagnolo | 95     |
| 2.º                | Philippe Tesnière         | Fiat                      | 60     |
| 3.º                | Pierre-Raymond Villemiane | Renault-Gitane-Campagnolo | 52     |
| 4.º                | Freddy Maertens           | Flandria-Velda-Lano       | 44     |
| 5.º                | Marcel Laurens            | C&A                       | 21     |
| 6.º                | Jean-Jacques Fussien      | Fiat                      | 18     |
| 7.º                | Bernard Hinault           | Renault-Gitane-Campagnolo | 18     |
| 8.º                | Jacques Esclassan         | Peugeot-Esso-Michelin     | 16     |
| 9.º                | Yvon Bertin               | Renault-Gitane-Campagnolo | 15     |
| 10.º               | Sean Kelly                | Flandria-Velda-Lano       | 14     |

### Clasificación por equipos por tiempos
| Clasificación por equipos |                           |                   |
| Equipo                    | Equipo                    | Tiempo            |
| ------------------------- | ------------------------- | ----------------- |
| 1.º                       | Miko-Mercier-Vivagel      | 562 h 05 min 52 s |
| 2.º                       | TI-Raleigh-McGregor       | + 17 min 20 s     |
| 3.º                       | C&A                       | + 17 min 22 s     |
| 4.º                       | Flandria-Velda-Lano       | + 1 h 15 min 45 s |
| 5.º                       | Renault-Gitane-Campagnolo | + 1 h 47 min 46 s |
| 6.º                       | Peugeot-Esso-Michelin     | + 4 h 25 min 36 s |
| 7.º                       | Lejeune-BP                | + 4 h 29 min 18 s |
| 8.º                       | Teka                      | + 4 h 51 min 32 s |
| 9.º                       | Jobo-Spidel-La Roue d'Or  | + 5 h 02 min 48 s |
| 10.º                      | Fiat                      | + 7 h 04 min 37 s |

### Clasificación por equipos por puntos
| Clasificación por equipos |                           |        |
| Equipo                    | Equipo                    | Tiempo |
| ------------------------- | ------------------------- | ------ |
| 1.º                       | TI-Raleigh-McGregor       | 720    |
| 2.º                       | Renault-Gitane-Campagnolo | 909    |
| 3.º                       | Flandria-Velda-Lano       | 972    |
| 4.º                       | Miko-Mercier-Vivagel      | 1072   |
| 5.º                       | Peugeot-Esso-Michelin     | 1144   |
| 6.º                       | C&A                       | 1456   |
| 7.º                       | Jobo-Spidel-La Roue d'Or  | 1656   |
| 8.º                       | Lejeune-BP                | 1729   |
| 9.º                       | Fiat                      | 2347   |
| 10.º                      | Teka                      | 2629   |